# Christine Heinze

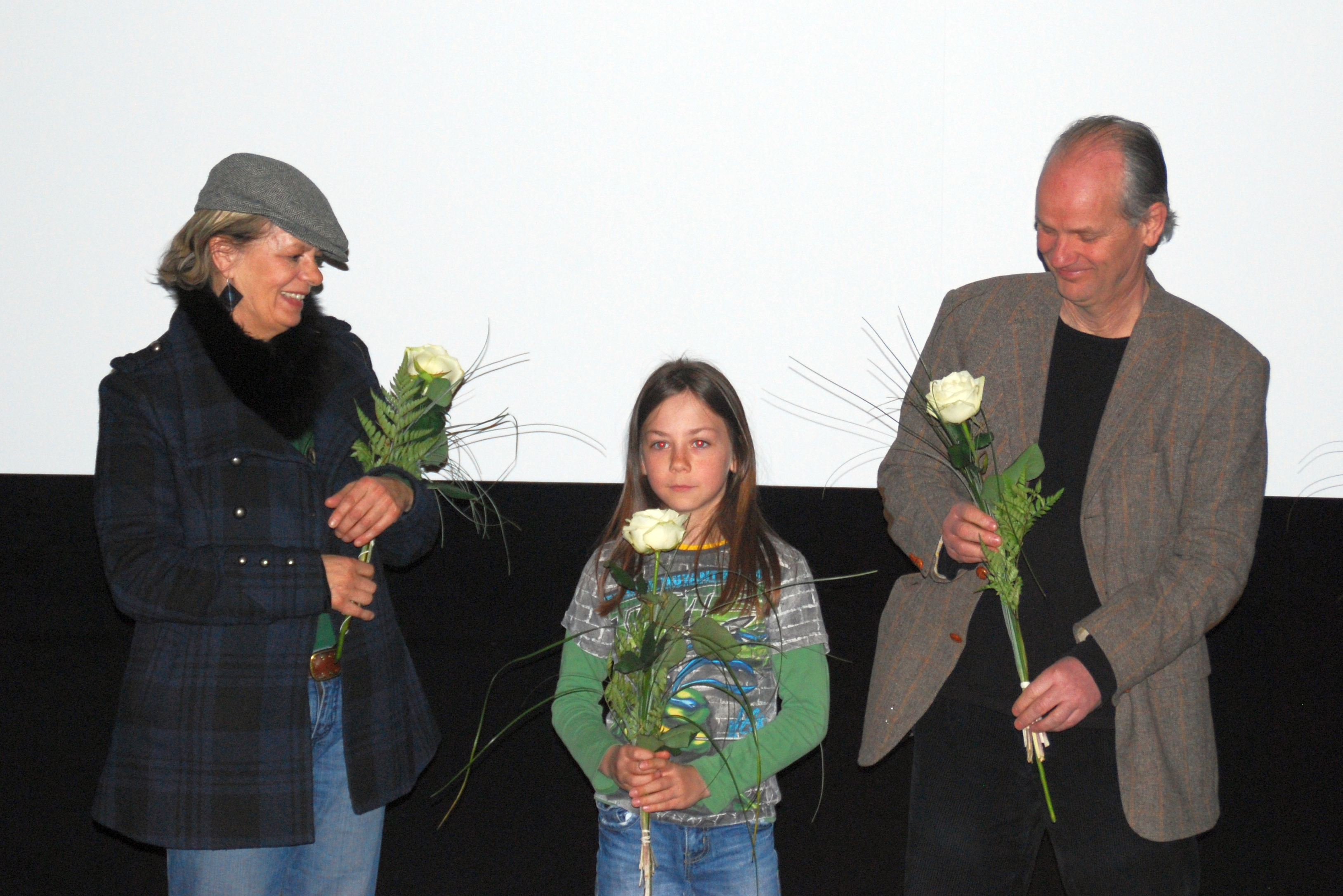
Christine Heinze, Tristan Göbel und Justus Carrière bei der Premiere des Films „Vergessen“ an der HFF Potsdam

Christine Heinze (* 1949 in Kühlungsborn) ist eine deutsche Schauspielerin.
Christine Heinze studierte, nachdem sie ihr Abitur abgelegt hatte, Pädagogik. Ab 1971 besuchte sie die Staatliche Schauspielschule in Rostock. Darauf folgten Engagements an den Theatern von Meiningen, Neustrelitz, Schwedt und Frankfurt (Oder). Erste Erfahrungen vor der Kamera erlangte sie in der langlebigen Fernsehserie des Fernsehen der DDR, Schauspielereien. Von 1991 bis 1995 arbeitete sie als freischaffende Schauspielerin, von 1995 bis 2001 gehörte sie zum Ensemble des Grips-Theaters in Berlin. Hier spielte sie unter anderem mehrere Rollen in Linie 1. Danach blieb sie dem Theater als Gastdarstellerin verbunden. Darüber hinaus spielte sie die Hypolita in Ein Sommernachtstraum am Volkstheater Rostock, die Mutter in Geschichten aus dem Wiener Wald am Stadttheater Bremerhaven, am Theater Augsburg und die Lovis in Ronja Räubertochter beim Theatersommer Netzeband und weitere Rollen auch in anderen Theatern. Im Fernsehen hatte sie Rollen in den Serien Polizeiruf 110, Berlin, Berlin, SOKO Leipzig sowie im Tatort. Im Kino wirkte sie etwa in Breuers letzter Tag (2001) und in Warum Männer nicht zuhören und Frauen schlecht einparken (2006) mit. Heinze betätigt sich auch als Sprecherin in Hörspielen. Sie lebt in Berlin.

## Filmografie
- 1983: Schauspielereien; Folge: Wenn ick nich wär – Regie: Klaus Gendries
- 1991: Polizeiruf 110: Big Band Time – Regie: Wolfgang Hübner
- 2004: Berlin, Berlin; Folge: Backe, backe Kuchen – Regie: Titus Selge
- 2007: SOKO Leipzig; Folge: Am Abgrund – Regie: Christoph Eichhorn

## Hörspiele
- 1984: Das Wunder von Zwerwitz (Redakteurin) – Regie: Barbara Plensat
- 1991: Nun rede doch, Christine (Schwester) – Regie: Barbara Plensat
- 1992: Emma (Nachbarin) – Regie: Barbara Plensat